# Grogarnsberget (naturreservat)
Grogarnsberget är en 30 meter hög bergsklint och ett naturreservat i Gotlands kommun i Gotlands län, belägen i Östergarns socken strax öster om Katthammarsvik på östra Gotland.
I norr, där Grogarnsberget skjuter ut i havet och bildar udden Grogarnshuvud, finns resterna av Gotlands näst största fornborg med samma namn, det vill säga Grogarnsberget. Störst är Torsburgen.
Naturen på Grogarnsberget består till största delen av alvarmark. Den kan närmast beskrivas som karg hedmark med tunna jordlager som bär gles, mestadels lågvuxen vegetation. Här finns torktåliga samt kalkgynnade arter, på försommaren bergsskrabba, S:t Pers nycklar, småfingerört och grusviva. På sommaren ser man gul, vit och stor fetknopp, tulkört, solvända, backtimjan, gulmåra, blåeld och kungsljus. Karaktärsväxt är även gräset grusslok, som dominerar kalkberget från högsommaren. Sveriges största fjärilsart, apollofjärilen, är vanlig på berget. Man har även hittat den, för Gotland ovanliga, myran skogssmalmyra. Bergets nästan 3 kilometer långa klintkant är på flera ställen täckt av väldiga rasmassor.
Från berget har man en vidsträckt utsikt över bland annat Östergarnsholm och dess två fyrar. Naturreservatet består även av klapperstensstränderna utmed Skånerevet öster om berget.

## Bilder

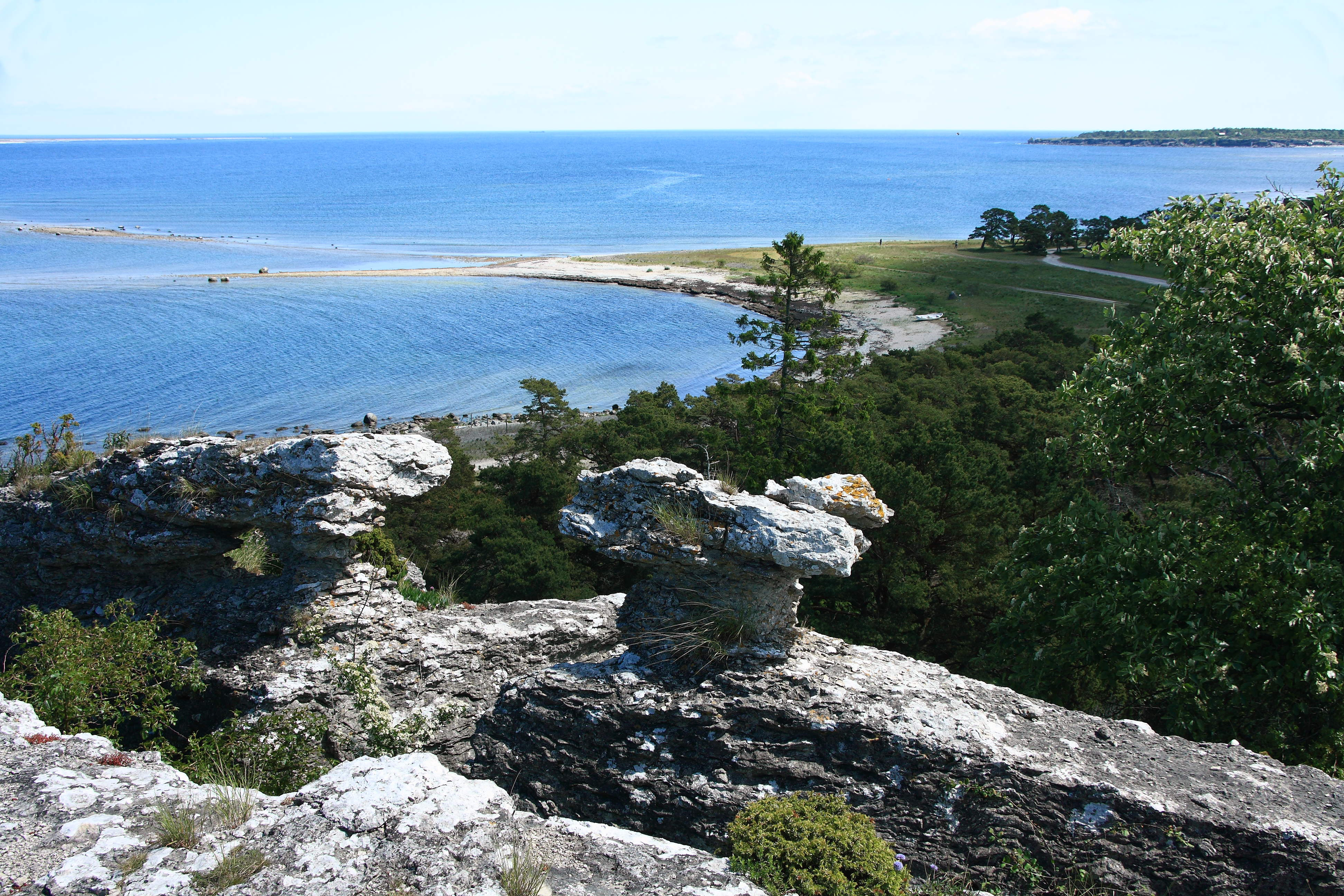
Utsikt från Grogarnsberget med Skånerevet i bakgrunden.
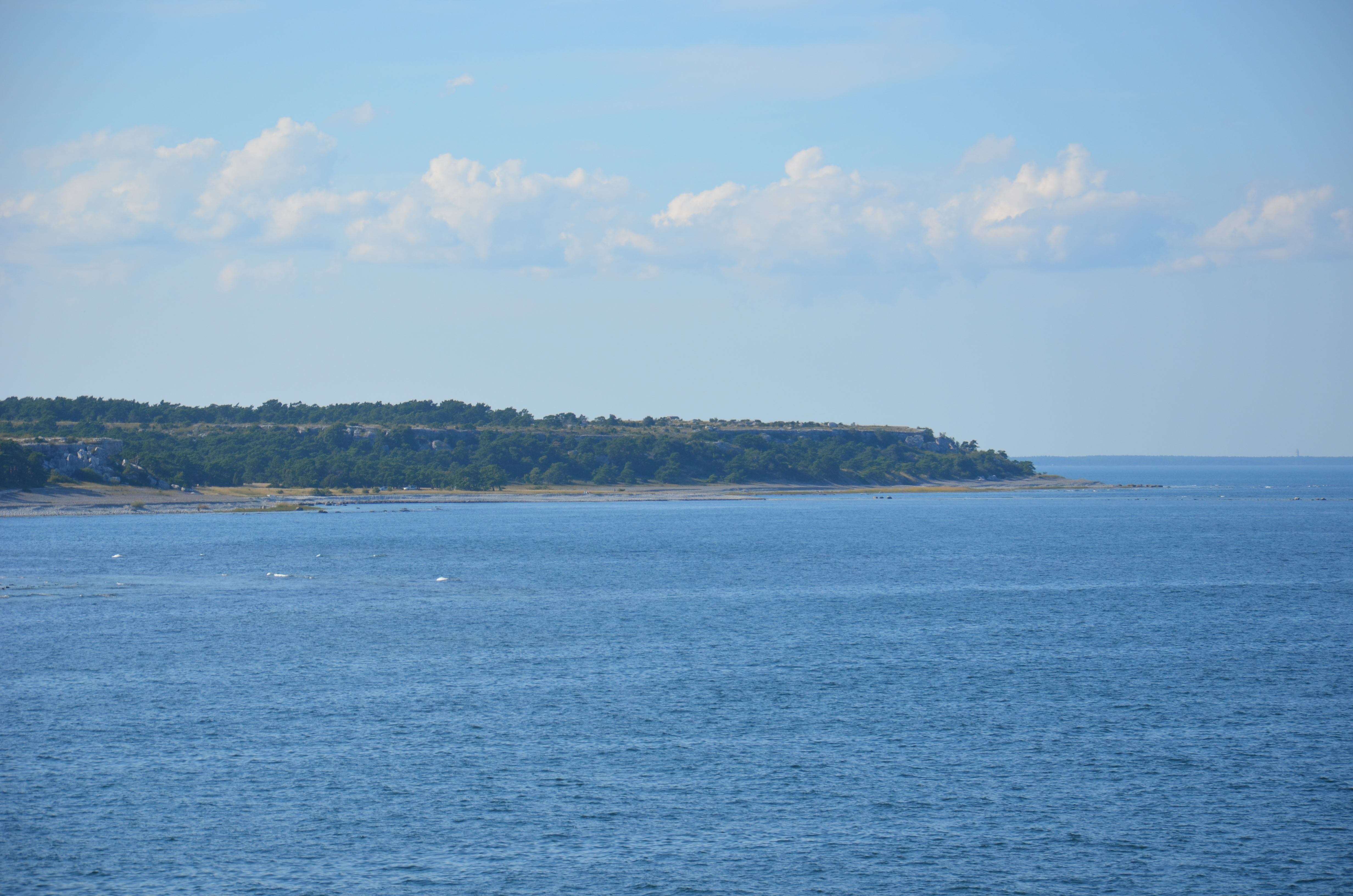
Grogarnsberget från öster
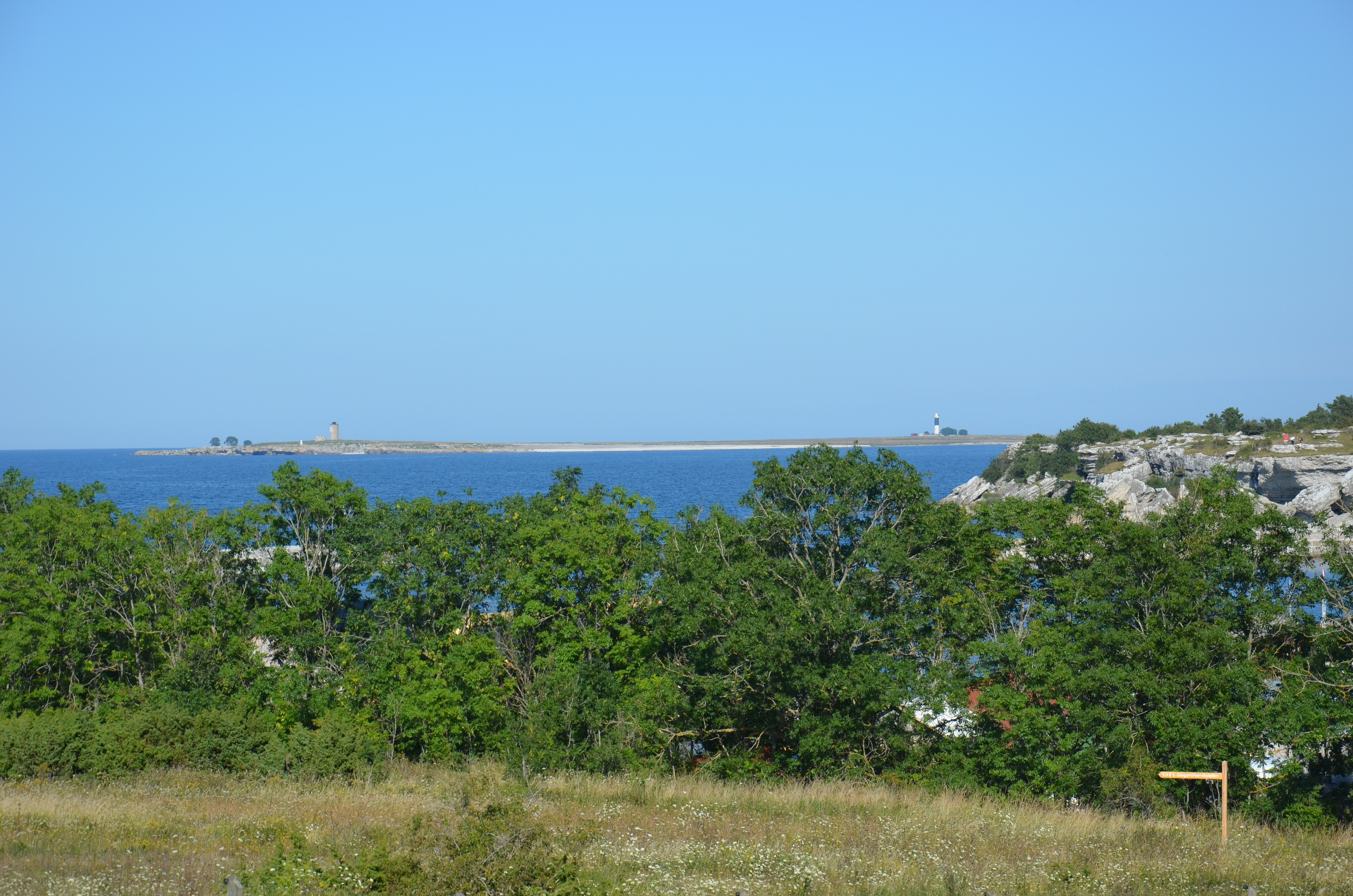
Utsikt från Grogarnsberget mot Östergarnsholm

### Fotnoter
1. 1 2 3 4 5  Skyddade områden, naturreservat, 18 december 2015, läs onlineläs online, läst: 20 januari 2017.[källa från Wikidata]
2. 1 2  Skyddade områden, naturreservat, 25 februari 2020, läs onlineläs online, läst: 25 februari 2020.[källa från Wikidata]
3. ↑  FMIS 13:1 -  Riksantikvarieämbetet.
4. ↑  Olle Högmo. [http://www.sef.nu/download/entomologisk_tidskrift/et_2006/ET2006%2093-96.pdf ”Fynd av några ovanliga myrarter i Sverige (Hym.,
Formicidae)”]. http://www.sef.nu/download/entomologisk_tidskrift/et_2006/ET2006%2093-96.pdf. Läst 20 augusti 2018.